# Sočutje
Sočutje motivira ljudi, da se potrudijo, da bi pomagali telesnim, duševnim ali čustvenim bolečinam sebe in drugega. Za sočutje pogosto velja, da ima občutljivost, kar je čustveni vidik trpljenja. Čeprav temelji na možganskih pojmih, kot so pravičnost in soodvisnost, se lahko šteje za racionalno in njegova uporaba se razume kot dejavnost, ki temelji tudi na trdni presoji. Obstaja tudi vidik enake dimenzije, tako da posameznikovo sočutje pogosto dobi lastnost globine, moči ali strasti.  Etimologija "sočutja" je latinska, kar pomeni "sotrpljenje". Sočutje vključuje "občutek za drugega" in je predhodnik empatije, "občutek kot drug" sposobnost boljših osebno usmerjenih dejanj aktivnega sočutja;  v običajnem govoru je aktivno sočutje želja po lajšanju trpljenja drugega.
Sočutje vključuje dopuščanje, da se človek premakne s trpljenjem in doživlja motivacijo, da ga lajša in prepreči. Dejanje sočutja je opredeljeno z njegovo ustrežljivostjo. Lastnosti sočutja so potrpljenje in modrost; prijaznost in vztrajnost; toplina in odločnost. Pogosto je, čeprav ne neizogibno, ključna komponenta tega, kar se v družbenem kontekstu kaže kot altruizem. Izražanje sočutja je po navadi hierarhično, paternalistično in nadzorno v odzivih. Razlika v sočutju je, da se prvi odzove na trpljenje zaradi žalosti in zaskrbljenosti, medtem ko se drugi odzove s toplino in skrbjo.
Sočutje, ki je v številnih filozofijah uvrščeno v veliko vrlino, je v skoraj vseh glavnih verskih tradicijah med največjimi.